# Leptocaris
Leptocaris é um género de crustáceo da família Darcythompsoniidae.
Este género contém as seguintes espécies:
- Leptocaris stromatolicola